# Roodstuitgrasvogel
De roodstuitgrasvogel (Cincloramphus mathewsi synoniem: Megalurus mathewsi) is een zangvogel uit de familie Locustellidae. Deze vogel is genoemd naar de Australische amateur-ornitholoog Gregory Mathews. 

## Verspreiding en leefgebied
Deze soort is endemisch in Australië, behalve in het noorden en binnenlands West-Australië.

## Status
De grootte van de populatie is niet gekwantificeerd maar de soort wordt omschreven als plaatselijk algemeen. Op de Rode lijst van de IUCN heeft deze soort de status niet bedreigd.